# Bombardement op Nijverdal

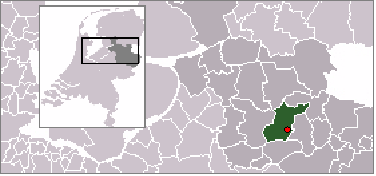
Locatie van Nijverdal binnen de gemeente Hellendoorn

Het bombardement op Nijverdal vond plaats op 22 maart 1945. Amerikaanse geallieerde bommenwerpers troffen het dorp Nijverdal in de Nederlandse gemeente Hellendoorn (Overijssel). Het gelegenheidsbombardement was gericht op de spoorweg en bedoeld om overtollige bommen te lozen. De luchtaanval kostte 73 burgers het leven. In 1990 werd aan het Dunantplein te Nijverdal een gedenksteen onthuld voor de slachtoffers. Vanwege herhaald vandalisme werd deze in 1995 verplaatst naar de binnentuin van het Huis voor Cultuur en Bestuur. Na de verbouwing van het Memorymuseum aan de Grotestraat te Nijverdal is de herdenkingsteen verplaatst naar voorzijde van het museum, waardoor de bereikbaarheid beter tot zijn recht komt. De jaarlijkse herdenkingen vinden nu dus op 22 maart plaats bij deze nieuwe locatie.